# Джарадат, Ханади
Ханади Тайсир Абдул Малек Джарадат (араб. هنادي تيسير عبدالمالك جرادات‎, 22 сентября 1975, Дженин, Западный берег реки Иордан — 4 октября 2003, Хайфа) — палестинская террористка, совершившая в субботу, 4 октября 2003 года, теракт-самоубийство в ресторане «Максим» в Хайфе, которым на протяжении более 40 лет совместно владели одни и те же еврейская и арабская семьи. Она убила 21 израильтянина (включая 5 арабов) и ранила ещё 60. Среди погибших было 4 детей, включая двухмесячного младенца. Она была завербована Палестинским исламским джихадом (ПИД).

## Биография
Джарадат родилась 22 сентября 1975 года в городе Дженин на Западном берегу реки Иордан. На момент совершения теракта она была 28-летней (через 12 дней ей исполнилось бы 29 лет) студенткой юридического факультета, которая должна была через несколько недель получить квалификацию юриста. Она изучала право в Университете Ярмука в Иордании.
Сообщается, что одним из мотивов Джарадат была месть. Её 34-летний кузен и жених Салах, а также 25-летний младший брат Фади, будучи членами ПИД, были убиты в Дженине в столкновении с Армией обороны Израиля. После этого Джарадат погрузилась в траур, начала изучать Коран и поститься по два дня в неделю.

## Теракт
В день теракта, в субботу, 4 октября 2003 года, Джарадат приехала из Дженина в Хайфу. В городе она зашла в прибрежный ресторан «Максим», которым совместно владели евреи и арабы, охарактеризованный The Guardian как «редкий оазис сосуществования» двух народов. 22-фунтовая (около 10 кг) бомба, закреплённая на её поясе для имитации беременности, содержала гвозди, шурупы, шарикоподшипники и металлические осколки, упакованные вокруг четырёхкилограммового заряда взрывчатки. При детонации эти поражающие элементы разлетелись по ресторану «Максим», усиливая разрушительный эффект. 
21 израильтянин еврейского и арабского происхождения погиб, и 60 получили ранения. Среди жертв оказалось 4 ребёнка (один из которых был двухмесячным младенцем). Джарадат намеренно остановилась возле группы детских колясок в центре переполненного ресторана. По данным полиции Хайфы, последствия были ужасными: некоторые из погибших всё ещё сидели за столами, в то время как другие, включая детей и младенцев, были отброшены в стены. Из-за силы взрыва от Джарадат осталась только голова. Двое из убитых арабов, Шербель Матар (23 года) и Хана Фрэнсис (39 лет), были из деревни Фассута. Джарадат была шестой женщиной-смертницей Второй интифады и второй, завербованной ПИД, взявшим на себя ответственность за теракт.

## Последствия

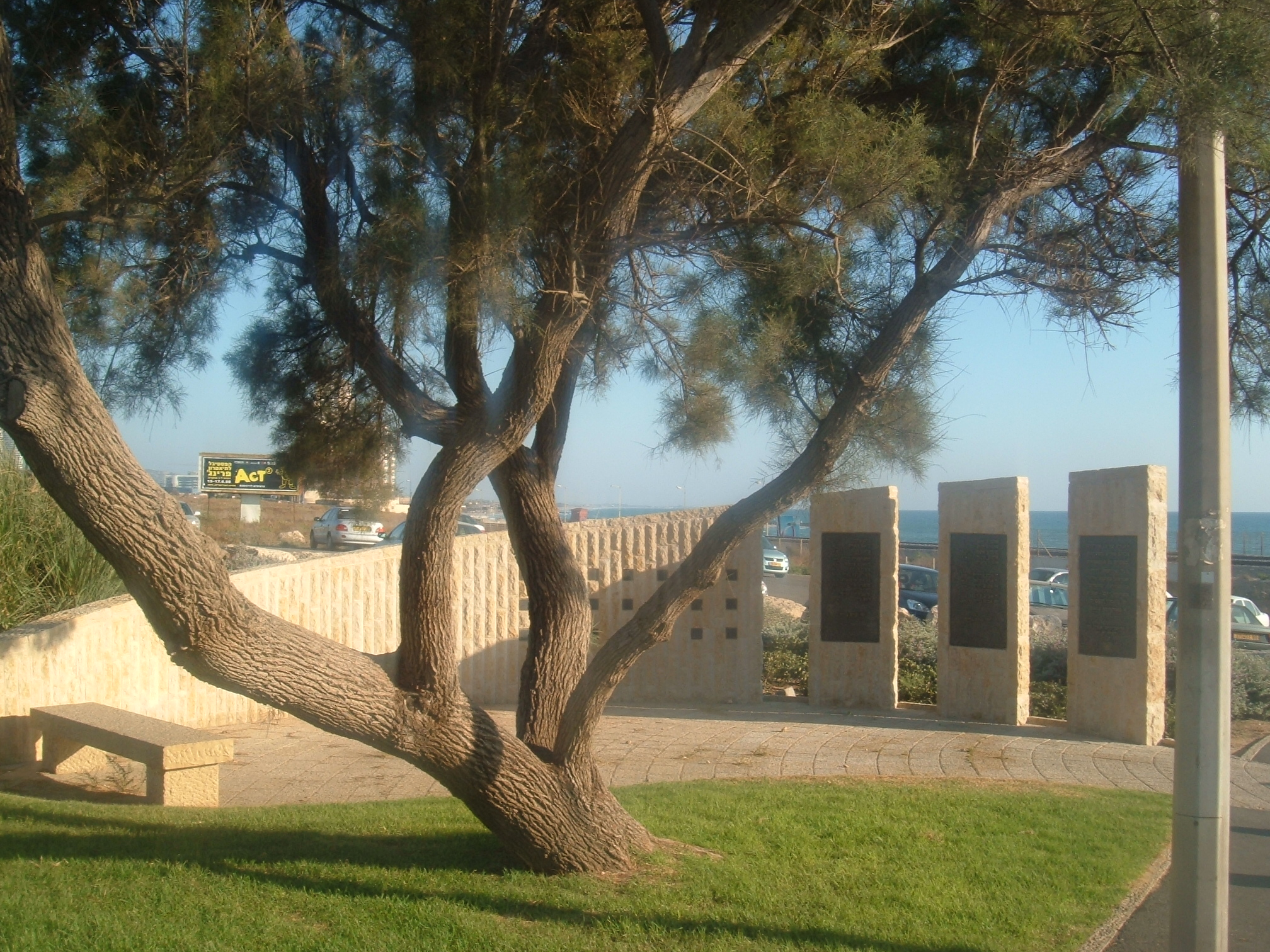
Мемориал в память о жертвах теракта, построенный рядом с рестораном

Комментируя действия своей дочери, её отец Тайсир, много лет проработавший в Израиле маляром, сказал: «Поступок моей дочери отражает гнев, который испытывает каждый палестинец из-за оккупации. Оккупация не пощадила моего сына Фади, её брата. Они убили его, хотя он не был в розыске, они хладнокровно убили его на глазах у Ханади». Он отклонил все соболезнования, заявив вместо этого, что гордится тем, что сделала его дочь, назвав её поступок подарком ему, родине и палестинскому народу, и добавив, что не плачет по ней.
В ответ на теракт израильские силы разрушили дома семьи Джарадат и двух её соседей. 
Ресторан «Максим» был быстро перестроен и вновь открыт.

## Награды и почести
ПИД провозгласил Джарадат «невестой Хайфы», охарактеризовав теракт как «брак с землёй её родины»; ранее группировка применяла подобную терминологию только по отношению к мужчинам. В течение нескольких дней после теракта в Газе раздавали памятные открытки с её фотографией и надписью «Ханади — невеста Хайфы». 
В 2005 году палестинская ежедневная газета «Аль-Айям» опубликовала специальное приложение под названием «Что сказала Ханади», состоящее из стихотворений, восхваляющих Джарадат и призывающих к джихаду. 
В октябре 2012 года Палестинский комитет Союза арабских юристов «создал «Почётную доску мученице Ханади Джарадат»… [и] передал семье мученицы Джарадат добрые пожелания главы Союза г-на Омара Аль-Зайна… а также подчеркнул гордость Арабского союза юристов за то, что сделала их дочь в защиту Палестины и нации», — говорится в сообщении от 14 октября 2012 года в палестинском ежедневном издании «Аль-Айям». В состав союза входят коллегии адвокатов 15 стран и 27 дочерних организаций. 

## Произведение искусства и инцидент в Швеции
Джарадат стала героиней «Белоснежки и безумия истины» — скандальной инсталляции шведского композитора и музыканта израильского происхождения Дрора Фейлера и его шведской жены, художницы Гуниллы Скёльд-Фейлер. Инсталляция изображает Джарадат, плывущую на маленькой белой лодке под названием «Снёвит» («Белоснежка») по длинному бассейну с кроваво-красной водой. Произведение искусства стало предметом споров, когда посол Израиля в Швеции Цви Мазель совершил акт вандализма по отношению к инсталляции. Столкнув несколько стоек со светильниками в бассейн, что вызвало короткое замыкание и отключило свет, Мазель сказал Фейлеру: «Это не произведение искусства. Это выражение ненависти к израильскому народу. Это прославило террористов-смертников». Далее он заявил прессе, что эта инсталляция представляет собой «полную легитимацию геноцида, убийства невинных людей, невинных мирных жителей под видом культуры». Фейлер отверг обвинения в том, что их целью было прославление террористов-смертников, и обвинил Мазеля в «практике цензуры». По его словам, инсталляция была создана для того, чтобы «привлечь внимание к тому, как слабые люди, оставшиеся одни, могут быть способны на ужасные вещи». После инцидента Мазель сказал: «Я стоял перед экспонатом, призывающим к геноциду, восхваляющим геноцид меня, вас, моих братьев и сестёр».

### Комментарии
1. ↑  Палестинский исламский джихад признан террористической организацией в ЕС, Австралии, Великобритании, Израиле, Канаде, Новой Зеландии, США и Японии.